# Association sportive Sainte-Suzanne
Maillots
L'Association Sportive Sainte-Suzanne, aussi appelé AS Sainte-Suzanne est un club de football Réunionnais basé à Saint-Suzanne, ville du nord de l'île de La Réunion. Le club évolue actuellement dans le Championnat de La Réunion.

## Historique
L'histoire du club commence en 2008 sous le nom de la MJC Sainte-Suzanne. Après quelques saisons passées dans les divisions inférieures, il faut attendre la saison 2014 pour voir le club monter en puissance. Après le titre de champion acquis en poule A, Sainte-Suzanne monte en D2R.
Lors de la saison 2015, Jean Max Tréport est nommé entraîneur. Le recrutement effectué est tel que bon nombre d'observateur, considère qu'il peuvent joué le haut de tableau. Après un démarrage poussif ou s'incline 4-0 lors de la première journée contre un autre promu l'ASC Grands-Bois, leur régularité les permets de finir a la deuxième place synonyme de monter en D1R.
Le club apparaît pour la première fois donc dans l'élite du football Réunionnais lors du championnat 2016-2017. L'AS Sainte-Suzanne réalise de bonnes performances et parvient ainsi à se maintenir en régional 1 en obtenant la dixième place avec 55 points, soit 4 points de plus que l'AS Capricorne, avant dernier et premier relégable. Mais lors de cette saison le club se fait surtout remarquer en Coupe de la Réunion : en effet, les verts et noirs enchaînent les victoires, en battant l'AJS Saint-Denis 5 à 1 en trente-deuxièmes de finale, le FC Bagatelle 2 buts à 1 en seizièmes, l'AFC Saint-Laurent 1 but à 0 en huitièmes, le RC Saint-Benoît 3 buts à 0 en quarts, la SS Jeanne d'Arc 2 buts à 1 (après prolongations) en demi et enfin l'AS Marsouins au terme d'une finale tendue qui se jouera au tir au but, et que l'AS Sainte-Suzanne remporte 5 buts à 3. Cette victoire en Coupe de la Réunion représente le premier titre majeur de l'histoire du club.
Lors du championnat 2017, le club est dans la continuité de ce qu'il avait réalisé l'an passé, mais se sépare en cours de saison de Jean Max Tréport. Son adjoint Jean Mary Macôn assurera l'intérim jusqu'à la fin la saison et obtenant une neuvième place avec 56 points et 4 points d'avances sur le SDEFA, barragiste. Lors de la Coupe de la Réunion 2018, le club ne parvient pas à réitérer son exploit de la dernière édition : il est battu en quarts de finale par la JS Saint-Pierroise (futur vainqueur de la coupe) sur le score de 3 buts à 0.
Il n'y a pas non plus de grosses évolutions dans le championnat 2018 : l'AS Sainte-Suzanne change d'entraîneur et fait venir Claude Maurice. Les vers finissent à la huitième place avec 58 points, cette fois-ci avec sept points d'avances sur le barragiste. Cependant, le club obtient le deuxième trophée de son histoire au terme d'une très bonne campagne en Coupe Régionale de France. Les verts et noirs remporte la finale face à la Tamponnaise en remportant la séance de tirs au but 4 à 2 (les deux clubs restant sur un 0-0 après 120 minutes de jeu).
En 2019, les choses se passent beaucoup moins bien pour l'AS Sainte-Suzanne; Claude Maurice est remplacé par Kévin Assati. En milieu de saison Assati est remercié et remplacé par Sully Lamoly l'entraîneur qui avait fait monter le club en Division 2 Régionale en 2014. Cependant le club finit lanterne rouge du championnat avec 45 points et deux victoires seulement. Cette dernière place est ainsi synonyme de relégation pour le club, 4 ans après sa première apparition dans l'élite du football Réunionnais.
Le retour en Régionale 
Après deux saisons en division inférieure, le club fait son retour en régional 1 lors du championnat 2022.

## Palmarès
| Compétitions nationales                                                                                  |
| --- |
| - Coupe de La Réunion (1) : - Vainqueur : 2016-17. - Coupe régionale de France (1) : - Vainqueur : 2018. |